# 필리프 홀스먼
필리프 홀스먼(영어: Philippe Halsman, 러시아어: Филипп Халсман, 라트비아어: Filips Halsmans, 1906년 5월 2일~1979년 6월 25일)은 미국의 사진가이다.